# Hellmut Haubold
Hellmut Gottfried Haubold (* 2. Oktober 1905 in Chemnitz; † 19. September 1968 in München) war ein deutscher Mediziner. Neben seinen Forschungen auf dem Gebiet der Endokrinologie beschäftigte er sich bereits während der 1920er-Jahre mit sogenannten „Volkstumsfragen“. Während des Nationalsozialismus war er als Multifunktionär im Reichsgesundheitsamt, in der Reichsärztekammer und im SS-Hauptamt tätig. Er nahm wesentliche gesundheitspolitische Aufgaben bei den Umsiedlungsaktionen der Volksdeutschen Mittelstelle wahr und wurde von 1940 bis 1942 beim Sonderkommando Künsberg beim Raub von Archivalien und Kunstgegenständen eingesetzt. Nach dem Zweiten Weltkrieg arbeitete er zur Ernährungsbiologie.

## Leben
Hellmut Haubold war der Sohn des Schuldirektors und Oberstudienrates Rudolf Haubold. Er beendete seine Schullaufbahn am Reform-Realgymnasium in Chemnitz 1925 mit dem Abitur. Anschließend begann er ein Hochbaustudium an der TH Dresden, wo er der Deutschen Gildenschaft beitrat. Nach Studienabbruch absolvierte er von 1927 bis 1931 ein Studium der Medizin an den Universitäten Heidelberg, Düsseldorf, Leipzig, Paris und Freiburg im Breisgau. Nach dem Staatsexamen wurde er 1932 in Freiburg im Breisgau am pathologischen Institut zum Dr. med. promoviert und erhielt die Approbation. Danach war er als Stipendiat der Notgemeinschaft der deutschen Wissenschaft an der Medizinischen Poliklinik und am radiologischen Institut der Universität Freiburg im Breisgau tätig.
Haubold war ein aktives Mitglied der Sächsischen Jungenschaft, einem Jugendbund der bündischen Jugend. Die Sächsische Jungenschaft tat sich besonders durch Auslandsfahrten nach Südosteuropa hervor. Dabei ging es nicht zuletzt um die systematische und konspirative Erfassung volksdeutscher Siedlungen in diesen Gebieten. Haubold leitete bei der Gaugroßfahrt 1927 nach Jugoslawien eine Gruppe, die den Donauraum erwanderte und fertigte Wandbilder an, die anschließend in Wanderausstellungen in Schulen gezeigt wurden. Außerdem publizierte er über „Volkstumsfragen“ in der Gotschee, Bosnien und der Batschka.
Nach der Machtübertragung an die Nationalsozialisten trat Haubold zum 1. Mai 1933 der NSDAP (Mitgliedsnummer 3.090.566) und am 2. November 1933 der SS bei. Haubold leitete das „Amt für Arbeitsdienst“ und danach das „Hauptamt für politische Erziehung in der Reichsleitung des NS Studentenbundes“ tätig und hielt Vorträge zum Arbeitsdienst an der Universität Freiburg i. Br. und der TH Karlsruhe ab. An der Dozentenakademie Kiel besuchte er 1934 einen Lehrgang und wurde im selben Jahr beim Reichsarbeitsdienst Ehrenführer im Range eines Oberfeldmeisters. Zudem gehörte er dem NS-Ärztebund an. Aus der SS trat er nach eigenen Angaben aus Zeitmangel 1934 wieder aus.
Ab 1935 war er im Reichsgesundheitsamt tätig, wo er bis zum Regierungsrat befördert wurde. Der Schwerpunkt seiner Arbeit lag bei der Krebsforschung und der „Internationalen Seuchenbekämpfung“. Ab 1936 war er zudem nebenamtlich bei der Auslandsabteilung der Reichsärztekammer beschäftigt und leitete dort ab Anfang März 1940 als Nachfolger Karl Haedenkamps die Auslandsabteilung.
Ab 1939 war er Verbindungsführer von Leonardo Conti zur Volksdeutschen Mittelstelle (VoMi) und Beauftragter des Reichsgesundheitsführers für die Gesundheitliche Betreuung der volksdeutschen Umsiedler. Beim Hauptamt für Volksgesundheit der NSDAP leitete er ebenfalls die Auslandsabteilung. Damit vereinigte Haubold wesentliche gesundheitspolitische Kompetenzen innerhalb der Umsiedlungsaktionen der VoMi in seiner Person. Die Auslandsabteilung der Reichsärztekammer wurde zur Zentralstelle für alle gesundheitlichen Fragen der umzusiedelnden Volksdeutschen. Mit Förderung der Notgemeinschaft stellte Haubold dabei auch Forschungen zu „biologischen und naturwissenschaftlichen Gesetzmäßigkeiten bei der Umsiedlung und Aussiedlung größerer Bevölkerungsgruppen“ an.
Zum 1. November 1939 war Haubold wieder der SS beigetreten und auf Wunsch Contis als SS-Untersturmführer in die Sanitätsabteilung des SS-Hauptamtes eingetreten. In der SS wurde er bereits im April 1940 zum SS-Hauptsturmführer und zum Reserveführer in der Waffen-SS ernannt. Mit Unterstützung Contis wurde Haubold 1944 noch zum SS-Obersturmbannführer befördert. Als „Leitender Arzt“ wurde Haubold ab Anfang November 1940 beim Sonderkommando Künsberg eingesetzt, mit dem er am Balkanfeldzug teilnahm. Nach dem Überfall auf die Sowjetunion leitete er ab Mitte Juli 1941 das Einsatzkommando Nord mit dem Tarnnamen „Hamburg“ zum Archiv- und Kunstraub. Anschließend leitete er die Sanitätsstaffel. Haubold gehörte bis zum März 1942 dem Sonderkommando Künsberg an. In der SS wurde er der Sanitätsabteilung des SS-Führungshauptamtes, Abteilung D, unterstellt und gleichzeitig zur Auslandsabteilung der Reichsärztekammer kommandiert, die im April 1943 die Internationale Ärztekommission zur Untersuchung des Massakers von Katyn betreute.
Durch Adolf Hitler erhielt Haubold 1943 den Titel Professor verliehen. Haubold wurde in der Forschungsstelle für Auslandsmedizin und Siedlungsbiologie tätig, die ihren Dienstsitz im Schloss Sachsenburg hatte.
Nach Kriegsende befand er sich bis 1947 in dem Internierungslager Regensburg und wurde dort entnazifiziert. Danach war er in der Abteilung Innere Medizin am Krankenhaus München-Nymphenburg beschäftigt. Anschließend gründete er die Firma Mucos und war bei Karl Hansen in Lübeck beschäftigt. Schließlich wurde er 1950 niedergelassener Arzt in München und praktizierte auf dem Gebiet „Endokrinologie, Mangelerkrankungen und kindliche Entwicklungshemmungen“. Von 1950 bis 1968 leitete er die Forschungsstelle der Deutschen Gesellschaft für Ernährungsbiologie und war deren langjähriger Vizepräsident. Ab 1956 gehörte er dem Hauptausschuss der Deutschen Gesellschaft für Aesthetische Medizin und Grenzgebiete an. Haubold veröffentlichte zahlreiche Schriften auf medizinischem Gebiet.
In den 1960er Jahren wurde gegen Haubold ein Ermittlungsverfahren aufgrund von Medizinversuchen an Juden mit tödlichem Ausgang eingeleitet, das nach dem Tod Haubolds eingestellt wurde.

## Schriften
- Über den Einfluß von bestrahltem Ergosterin auf Struktur und Verkalkung des Tuberkels bei der experimentellen Meerschweinchentuberkulose. Mit 1 Abbildung im Text. Freiburg i. B., Univ., Diss., 1932. In: Beiträge zur pathologischen Anatomie und zur allgemeinen Pathologie ; 89,3.1932. 1932.
- Krebs und Krebsbekämpfung in Frankreich. Barth, Leipzig 1936.
- Johann Peter Frank, der Gesundheits- und Rassenpolitiker des 18. Jahrhunderts. Mit 12 Abb., davon 7 Zeichngn d. Verf. J. F. Lehmanns Verl., München, Berlin 1939.
- Leibniz' Vorschläge zur Gründung einer Medizinal-Behörde. In: Reichsgesundheitsblatt.14 (1939) 1939, S. 691–694.
- und Rolf Heller (Hrsg.): Gesund sein – gesund bleiben. Ein volkstümliches Handbuch für den gesunden und kranken Menschen. Peters, Berlin 1940.
- Die Entwicklung der deutsch-japanischen medizinischen Beziehungen. Ein kurzer Abriss. Reichsgesundheitsverl., Berlin, Wien 1944.
- Der Kropf, eine Mangelerkrankung. With an English summary. Find, Stuttgart-Plieningen 1955.
- Futtergüte und Milchqualität in ihren Beziehungen zur menschlichen Gesundheit. Volkswirtschaftlicher Verl., Kempten – Allgäu 1955.
- Resorptionsfragen von Vollmilch, Sahne und Butter. Carl, Nürnberg 1964.
- Lymphsystem und corpusculäre Resorption von natürlichen Milchfetten. Carl, Nürnberg 1966.
- Über entwicklungsgeschichtlich bedingte Frühformen der Milchernährung bei eierlegenden Säugetieren (Monotremen) und Beuteltieren (Marsupialiern). Carl, Nürnberg 1968.